# Agnes av Poitou
Agnes av Poitou, född cirka 1025, död 14 december 1077, var en tysk-romersk kejsarinna; gift 1043 med Henrik III i hans andra äktenskap.  Hon var regent i Tysk-romerska riket mellan 1056 och 1062 som förmyndare för sin son Henrik IV. Hennes regering har pekats ut som ansvarig för en nedgång i kejsarmaktens inrikespolitiska kontroll och början på schismen mellan påven och kejsarmakten.

## Biografi
Agnes var dotter till hertig Wilhelm V av Akvitanien och Agnes av Burgund. 

### Kejsarinna
Agnes gifte sig med Tysklands kung Henrik III i Ingelheim den 21 november 1043. Hon kröntes till tysk drottning i Mainz samma år, och blev kejsarinna 1046. Äktenskapet arrangerades för att ge Henrik värdefulla kontakter med furstehusen i Västeuropa och ge honom fördelar mot den franska kungen, särskilt med tanke på Henriks ambitioner gentemot Burgund. Paret fick sex barn. Under sin makes regeringstid spelade Agnes ingen direkt politisk roll, och hennes roll begränsades till den ceremoniella. Hon beskrivs som from, tillbakadragen, mild och reserverad.

### Regent
5 oktober 1056 avled Henrik III. Han hade krönt sin sex år gamla son Henrik IV till kung före sin död och säkrat valet av sonen till kejsare på sin dödsbädd. Agnes blev i egenskap av den omyndiga kejsarens förmyndare rikets regent, bistådd av Hugo (abbot) och med stöd av påven Viktor II, och med rätten att bli interimsregent och rekommendera nästa kejsare om hennes son skulle avlida som barn.
För att säkra stöd för sitt regentskap internt donerade hon flera hertigdömen till inflytelserika krigsherrar, däribland Bayern, som tidigare hade styrts direkt av kejsaren. Detta gav henne tyskt stöd men underminerade samtidigt kejsarmakten. När den kejsartrogna påven avled 1057, valde de italienska kardinalerna en påve som var fientlig mot kejsarmakten. Agnes utsåg en motpåve och vägrade godkänna den nya påvens utnämning, vilket ledde schism mellan påven och kejsarmakten. Därmed underminerades även kejsarmakten utrikespolitiskt. Agnes regering har betraktats som misslyckad genom att hennes politik slog fel och resulterade i att kejsarmakten både inrikespolitiskt och utrikespolitiskt försämrades. 1062 blev den tolvåriga kejsaren kidnappad av tyska krigsherrar, och Agnes avsade sig regentskapet till ärkebiskoparna Siegfried av Mainz och Adalbert av Bremen.

### Senare liv
Agnes avlade enligt uppgift klosterlöften efter kuppen. Hon gick dock inte i kloster. Hon var fortfarande överhuvud för kejsarätten till hennes sons myndighet, och kvarblev i Tyskland för att vaka över hans intressen. När hennes son år 1065 blev myndig, avreste Agnes till Rom. Hon vistades därefter i Rom, där hon agerade diplomat och medlare mellan sin son och påven.

## Barn
- Mathilde, 1045–1060
- Adelheid, 1048–1096
- Henrik IV, 1050–1106
- Konrad, 1052–1055
- Judith Sophie, cirka 1054–1105